# The Apprentice (film)
The Apprentice is een Amerikaans-Deens-Canadees-Ierse biografische film uit 2024, geregisseerd door Ali Abbasi en geschreven door Gabriel Sherman. De hoofdrollen worden vertolkt door Sebastian Stan en Jeremy Strong.

## Verhaal
De film speelt zich af in de jaren 1970 en 1980 tijdens de eerste jaren van Donald Trumps zakelijke carrière en concentreert zich op de relatie van Trump en Roy Cohn, een aanklager in New York die bekend stond om zijn samenwerking met senator Joseph McCarthy tijdens de Tweede Rode Schrik. Cohn leert Trump zijn "drie regels": altijd aanvallen, nooit fouten toegeven en altijd de overwinning claimen, zelfs als je wordt verslagen.

## Rolverdeling
| Acteur         | Personage    |
| -------------- | ------------ |
| Sebastian Stan | Donald Trump |
| Jeremy Strong  | Roy Cohn     |
| Maria Bakalova | Ivana Trump  |
| Martin Donovan | Fred Trump   |

## Productie
De film werd voor het eerst aangekondigd in mei 2018, waarbij Gabriel Sherman het scenario zou schrijven met Amy Baer van Gidden Media als producent. In oktober 2023 werd Ali Abbasi bevestigd als regisseur en hij zou aanvankelijk ook het scenario mee schrijven. Later werd echter gemeld dat Gabriel Sherman de enige schrijver zou zijn. De filmopnames begonnen in november 2023, waarbij Stan, Strong en Bakalova werden aangekondigd in de hoofdrollen. Het filmen werd afgerond op 28 januari 2024.

## Release
The Apprentice ging op 20 mei 2024 in première op het Filmfestival van Cannes in de competitie voor de Gouden Palm.

## Prijzen en nominaties
De belangrijkste:
| Jaar | Prijs                   | Categorie                           | Genomineerde(n) | Uitslag     |
| ---- | ----------------------- | ----------------------------------- | --------------- | ----------- |
| 2025 | Academy Awards (Oscars) | Beste mannelijke hoofdrol           | Sebastian Stan  | Genomineerd |
| 2025 | Academy Awards (Oscars) | Beste mannelijke bijrol             | Jeremy Strong   | Genomineerd |
| 2025 | Golden Globes           | Beste acteur in een film – drama    | Sebastian Stan  | Genomineerd |
| 2025 | Golden Globes           | Beste mannelijke bijrol in een film | Jeremy Strong   | Genomineerd |
| 2024 | Filmfestival van Cannes | Gouden Palm                         | Ali Abbasi      | Genomineerd |